# فلويد بيري بيكر
فلويد بيري بيكر (بالإنجليزية: Floyd Perry Baker)‏ هو رئيس تحرير صحيفة أمريكي، ولد في 1820 في فورت أن في الولايات المتحدة، وتوفي في 1909.